# Someone You Loved
Someone You Loved ist ein Song des britischen Singer-Songwriters Lewis Capaldi.

## Veröffentlichung und Inhalt
Das Lied, eine Klavierballade, erschien am 8. November 2018 vorerst als Download via Vertigo Records und Universal Music und war die dritte Single seines zweiten Extended-Play-Albums Breach (2018) und wurde anschließend auf seinem Debütalbum Divinely Uninspired to a Hellish Extent (2019) integriert. Der Song wurde von Capaldi, Samuel Romans und seinen Produzenten Thomas Barnes, Peter Kelleher und Benjamin Kohn geschrieben. Someone You Loved ist im Tempo von 110 BPM und in der Tonart Cis-Dur geschrieben.

## Hintergrund
In einem Interview mit dem französischen Magazin Brut offenbarte Capaldi, dass er den Song nach dem Tod seiner Großmutter schrieb. In einem Gespräch mit NME erzählte Capaldi, dass er sechs Monate brauchte, um den Song zu schreiben. Er erklärte: „Viele Leute sagen, dass ‚die besten Songs einem in den Schoß fallen‘ und dass sie am einfachsten zu schreiben sind und am wenigsten Zeit in Anspruch nehmen: Dem kann ich absolut nicht zustimmen. Ich denke, meine besten Songs entstehen, während ich am Klavier sitze und mir stundenlang meinen Kopf zerbreche, um eine gute Melodie zu finden.“

## Preise
Der Song wurde bei den 62. Grammy Awards für als Song des Jahres nominiert und erhielt bei den BRIT Awards 2020 eine Auszeichnung als Song des Jahres.

## Kommerzieller Erfolg

### Chartplatzierungen
Someone You Loved war ein großer Erfolg und erreichte Platz eins der britischen Singlecharts und hielt sich dort sieben Wochen. Der Song wurde Capaldis erste Nummer-eins-Single. Auch in den irischen Singlecharts erreichte der Song im März 2019 die Spitze. In den Vereinigten Staaten war Someone You Loved ein Überraschungshit, der in seiner 24. Woche die Billboard Hot 100 anführte.
| ChartsChartplatzierungen       | Höchstplatzierung | Wochen |
| ------------------------------ | ----------------- | ------ |
| Deutschland (GfK)              | 18 (100 Wo.)      | 100    |
| Österreich (Ö3)                | 8 (91 Wo.)        | 91     |
| Schweiz (IFPI)                 | 3 (275 Wo.)       | 275    |
| Vereinigte Staaten (Billboard) | 1 (54 Wo.)        | 54     |
| Vereinigtes Königreich (OCC)   | 1 (243 Wo.)       | 243    |

| ChartsJahrescharts (2019)      | Platzierung |
| ------------------------------ | ----------- |
| Deutschland (GfK)              | 12          |
| Österreich (Ö3)                | 6           |
| Schweiz (IFPI)                 | 3           |
| Vereinigte Staaten (Billboard) | 27          |
| Vereinigtes Königreich (OCC)   | 1           |

| ChartsJahrescharts (2020)      | Platzierung |
| ------------------------------ | ----------- |
| Deutschland (GfK)              | 36          |
| Österreich (Ö3)                | 32          |
| Schweiz (IFPI)                 | 10          |
| Vereinigte Staaten (Billboard) | 10          |
| Vereinigtes Königreich (OCC)   | 8           |

| ChartsJahrescharts (2021)    | Platzierung |
| ---------------------------- | ----------- |
| Schweiz (IFPI)               | 50          |
| Vereinigtes Königreich (OCC) | 30          |

| ChartsJahrescharts (2022)    | Platzierung |
| ---------------------------- | ----------- |
| Vereinigtes Königreich (OCC) | 53          |

| ChartsJahrescharts (2023)    | Platzierung |
| ---------------------------- | ----------- |
| Schweiz (IFPI)               | 20          |
| Vereinigtes Königreich (OCC) | 27          |

| ChartsJahrescharts (2024)    | Platzierung |
| ---------------------------- | ----------- |
| Schweiz (IFPI)               | 32          |
| Vereinigtes Königreich (OCC) | 53          |

| ChartsJahrescharts (2010–2019) | Platzierung |
| ------------------------------ | ----------- |
| Österreich (Ö3)                | 12          |
| Vereinigtes Königreich (OCC)   | 24          |

### Auszeichnungen für Musikverkäufe
| Land/Region                  | Auszeichnungen für Musikverkäufe (Land/Region, Auszeichnung, Verkäufe) | Verkäufe   |
| ---------------------------- | ---------------------------------------------------------------------- | ---------- |
| Australien (ARIA)            | 23× Platin                                                             | 1.610.000  |
| Belgien (BRMA)               | 4× Platin                                                              | 160.000    |
| Brasilien (PMB)              | 9× Diamant                                                             | 1.280.000  |
| Dänemark (IFPI)              | 6× Platin                                                              | 540.000    |
| Deutschland (BVMI)           | Diamant                                                                | 1.000.000  |
| Finnland (IFPI)              | Platin                                                                 | 40.000     |
| Frankreich (SNEP)            | Diamant                                                                | 333.333    |
| Griechenland (IFPI)          | 2× Platin                                                              | 40.000     |
| Italien (FIMI)               | 6× Platin                                                              | 600.000    |
| Kanada (MC)                  | 2× Diamant                                                             | 1.600.000  |
| Malaysia (RIM)               | 3× Platin                                                              | 600.000    |
| Neuseeland (RMNZ)            | 11× Platin                                                             | 330.000    |
| Niederlande (NVPI)           | 2× Platin                                                              | 160.000    |
| Norwegen (IFPI)              | Platin                                                                 | 60.000     |
| Österreich (IFPI)            | 6× Platin                                                              | 180.000    |
| Polen (ZPAV)                 | Diamant                                                                | 250.000    |
| Portugal (AFP)               | 8× Platin                                                              | 80.000     |
| Schweden (IFPI)              | 3× Platin                                                              | 240.000    |
| Schweiz (IFPI)               | 3× Platin                                                              | 60.000     |
| Spanien (Promusicae)         | 6× Platin                                                              | 360.000    |
| Vereinigte Staaten (RIAA)    | Diamant                                                                | 10.000.000 |
| Vereinigtes Königreich (BPI) | 10× Platin                                                             | 6.000.000  |
| Insgesamt                    | 95× Platin · 15× Diamant ·                                             | 25.523.333 |

Hauptartikel: Lewis Capaldi/Auszeichnungen für Musikverkäufe